# 奈良県道49号勢井宗川野線
奈良県道49号 勢井宗川野線（ならけんどう49ごう せいむねがわのせん）は、奈良県五條市西吉野町勢井から同市西吉野町宗川野に至る主要地方道に指定された県道である。

## 概要
奈良県五條市西吉野町勢井を起点とし、五條市西吉野町宗川野に至る。

### 路線データ
- 陸上距離：11.1 km
- 起点：五條市西吉野町勢井
- 終点：五條市西吉野町宗川野

## 歴史
- 1961年（昭和36年）2月1日 - 奈良県が勢井宗川野線として県道路線認定[1]。
- 1993年（平成5年）5月11日 - 建設省が県道勢井宗川野線を勢井宗川野線として主要地方道に指定[2]。

## 地理

### 通過する自治体
- 奈良県
  - 五條市

### 交差する道路
| 交差する道路 | 交差する場所 | 交差する場所 | 交差する場所 | 交差する場所     | 備考 |
| ------------ | ------------ | ------------ | ------------ | ---------------- | ---- |
| 国道309号    | 奈良県       | 五條市       | 五條市       | （西吉野町勢井） |      |
| 国道168号    | 奈良県       | 五條市       | 五條市       | 宗川野           |      |

※ 交差する場所の括弧書きは地名、それ以外は交差点名で表示